# 社会民主联盟 (荷兰)

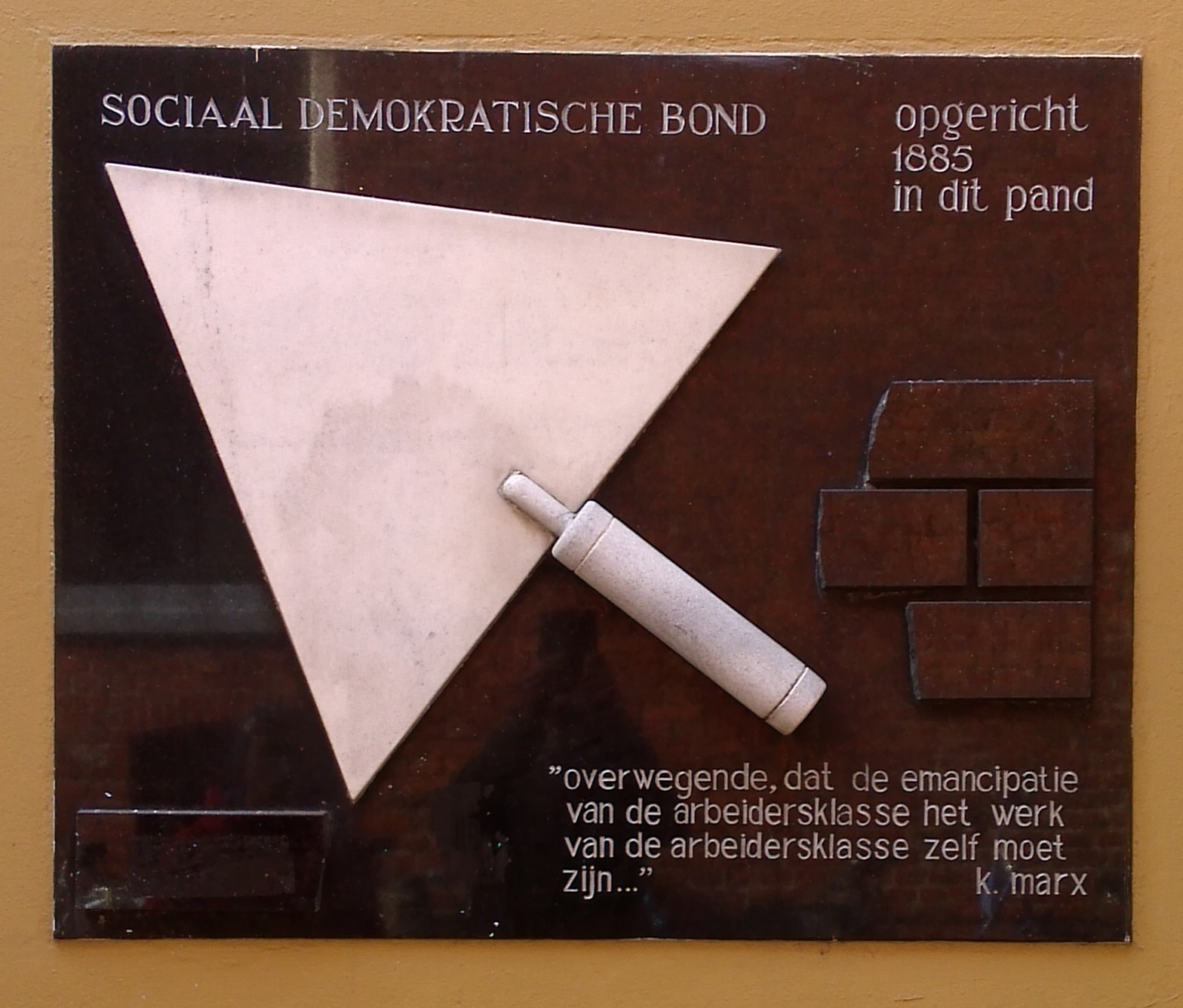
位于荷兰格罗宁根的社会民主联盟纪念牌

社会民主联盟（荷蘭語：Sociaal-Democratische Bond，缩写为SDB）是荷兰历史上的一个社会主义政党。1881年，社会民主协会和一些地方社会主义党派建立该党。1888年，该党通过选举进入荷兰国会二院，是第一个进入国会二院的社会主义政党。1893年，该党被法院取缔，因为该党提倡使用非法手段实现其目标；作为回应，该党改名为社会主义联盟；同年，该党内部的无政府主义者另立全国劳工书记处。1894年，该党分裂出社会民主工党。1900年，该党并入社会民主工党。